# Tikvah Fund
La Tikvah Fund (Hébreu: קרן תקווה) est une association caritative néo-conservatrice,,, américaine à but non lucratif dont la mission est d'encourager la pensée juive ainsi que ses idées.

## Activités
En 2011, la Fondation fournit une subvention de 12.5 millions de dollars pendant quatre ans au Shalem Center dans le but d'instaurer une université d'arts libéraux de style américain en Israël, désormais l'Université Shalem (ou le Shalem College). La fondation soutint également le Shalem Center pendant la précédente décennie.
La Tikvah Fund finança aussi plusieurs parutions, dont Commentary, Mosaic, ainsi que son prédécesseur le Jewish Ideas Daily, le Jewish Review of Books, et Mida.
La Fondation organise également la Conférence sur le leadership juif, une conférence juive politiquement conservatrice. Les invités en 2022 comprirent Mike Pompeo, qui fût Secrétaire d'État sous Donald Trump, l'ancien ambassadeur d'Israël aux États-Unis Ron Dermer, ainsi que le gouverneur de Floride Ron DeSantis. Les grévistes s'opposèrent au discours de DeSantis.
Elle dirige un programme de bourses portant le nom de Charles Krauthammer destiné aux écrivains en herbe, aux journalistes, aux étudiants, ainsi qu'aux analystes politiques.

## Direction
Robert Hertog fût président de la Tikvah Fund en 2011. Neal Kozodoy fût directeur supérieur à partir de 2010. À partir de 2022, Eric Cohen fût directeur général et Elliott Abrams fût président,.